# Vallter 2000
Vallter 2000 és una estació d'esquí situada dins el terme municipal de Setcases a l'extrem nord del Ripollès, a les Comarques Gironines i envoltada pel Parc Natural de les Capçaleres del Ter i del Freser. Està gestionada per la Unitat de Turisme i Muntanya de FGC. Com el seu nom indica, està situada en el curs del riu Ter, concretament la seva zona axial (el seu naixement). Emmarcada pels pics de Bastiments, Gra de Fajol i de la Dona, l'estació ocupa doncs la part nord del circ d'Ulldeter i l'occidental del de Morens.

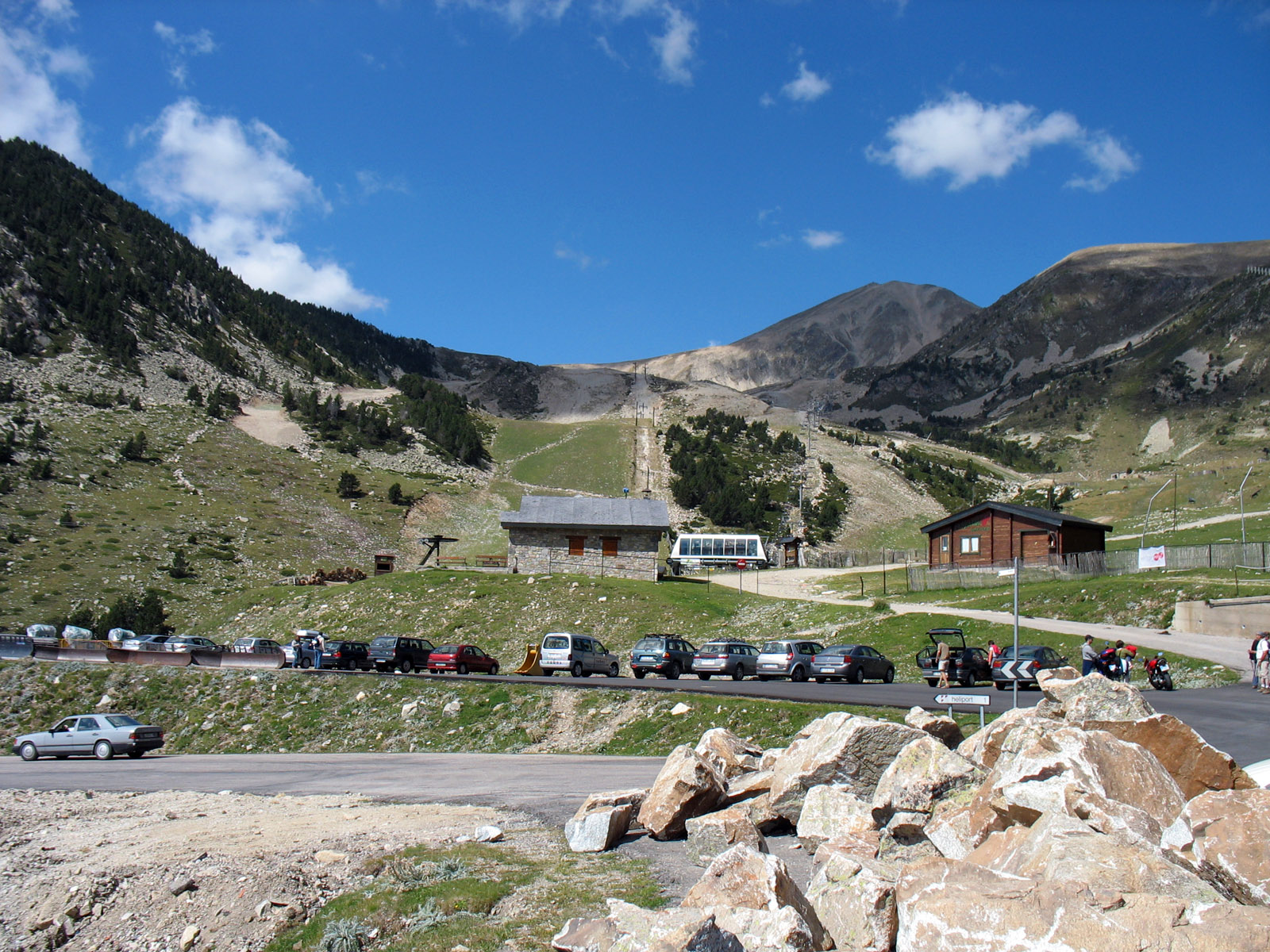
L'estació de Vallter2000 a l'estiu.

Les cotes de l'estació abracen des dels 2000 fins als 2500 metres, si bé la base de serveis i l'aparcament principal no estan situats a la cota més baixa sinó pels volts dels 2100 metres, des d'on surten tots els remuntadors excepte dos (el telecadira que prové de baix de tot i un telesquí que s'endinsa en el clot de les Xemeneies, i que fou escurçat per culpa del perill d'allaus).
La seva presència ha suposat un factor econòmicament important per la vall de Camprodon, i probablement ha contribuït a augmentar l'atractiu turístic de pobles de la zona. D'altra banda, el trànsit que genera desborda l'estructura urbana de certs pobles i colònies que cal travessar per arribar-hi, com per exemple, Setcases.

## Innivació
Situada a l'extrem oriental de la serralada pirinenca, la innivació de Vallter és molt irregular. La raó és que els fronts atlàntics (que segueixen la circulació zonal) hi arriben molt afeblits. Per contra, les llevantades, que es donen amb molta menys freqüència que els atlàntics, l'ataquen amb tota la seva força, tot deixant-hi grans quantitats de neu. Així, hi ha hagut anys en què l'abundor de llevantades li ha permès de ser una de les estacions d'Europa amb més neu, i romandre oberta fins a dates inusuals als Pirineus (fins a finals de maig durant la temporada 1995/1996).
L'altura de l'estació permet que les nevades siguin, ja per definició, més abundoses que a altres estacions, a més d'una conservació de la neu caiguda força bona, malgrat que l'orientació no sigui nord sinó més aviat est, i en algun punt, sud. Tot i això, i d'acord amb la irregularitat nivològica esmentada, l'estació s'ha equipat amb un sistema de neu artificial que (tot complementant la neu natural) li permet de tenir obert durant tota la temporada la major part de l'estació, fins i tot si no hi ha cap llevantada notable.